# Ліпіна-Нова
Ліпіна-Нова (пол. Lipina Nowa) — село в Польщі, у гміні Скербешів Замойського повіту Люблінського воєводства.
Населення — 120 осіб (2011).
У 1975-1998 роках село належало до Замойського воєводства.

## Демографія
Демографічна структура станом на 31 березня 2011 року:
|          | Загалом | Допрацездатний вік | Працездатний вік | Постпрацездатний вік |
| -------- | ------- | ------------------ | ---------------- | -------------------- |
| Чоловіки | 59      | 7                  | 38               | 14                   |
| Жінки    | 61      | 10                 | 25               | 26                   |
| Разом    | 120     | 17                 | 63               | 40                   |